# Dedikált konzol
A dedikált konzol egy olyan videójáték-konzol, ami csak beépített játékokat játszik le, és nem bővíthető ROM-kazettán, lemezen vagy egyéb adathordozón keresztül, illetve digitálisan letöltött játékokkal.
A videójáték-konzolok megjelenésének kezdetén a legtöbb konzol dedikált konzol volt. Ezek közül a leggyakoribbak a Pong konzolok voltak, amik általában csak egyetlen játékot futtattak. Az első kazettát használó videójáték-konzolok a második konzolgenerációban jelentek meg, köztük a Fairchild Channel F volt az első, amit 1976-ban adtak ki. Az első nagy népszerűséget elérő kazetta alapú konzol az Atari 2600 volt.

## Dedikált konzolok típusai

### Árkádjáték
Az árkádjáték (más néven játékgép vagy játéktermi gép) egy olyan játékautomata, ami egy megadott videójátékot futtat.

### Kvartzjáték
Az első hordozható játékkonzolok közül a legtöbb még csak egy játékot tudott lejátszani úgy, mint a Mattel Electronics Auto Race nevű konzolja vagy a Nintendo Game & Watch konzolsorozata.